# John Copley (baron)
John Singleton Copley, 1. baron Lyndhurst (ur. 21 maja 1772 w Bostonie, zm. 12 października 1863 w Londynie) –  brytyjski prawnik i polityk, członek stronnictwa torysów i Partii Konserwatywnej, minister w rządach lorda Liverpoola, George’a Canninga, lorda Goderich, księcia Wellington i Roberta Peela.
Był synem malarza Johna Singletona Copleya, który po wybuchu wojny o niepodległość Stanów Zjednoczonych przeprowadził się do Londynu. John odebrał wykształcenie w szkole prywatnej, a następnie studiował w Trinity College na Uniwersytecie Cambridge. W 1804 r. rozpoczął praktykę adwokacką w Lincoln’s Inn. W 1817 r. brał udział w procesie dr J. Watsona za jego udział z rozruchach w Spa Fields. Jego wystąpienia zwróciły nań uwagę lorda Castlereagha i innych liderów stronnictwa torysów. Dzięki ich protekcji Copley uzyskał w 1818 r. mandat parlamentarny z okręgu Yarmouth (Isle of Wight).
Jeszcze w tym samym roku Copley zmienił okręg wyborczy na Ashburton. Od 1826 r. reprezentował okręg wyborczy Cambridge University. W 1819 r. poślubił wdowę po podpułkowniku Charlesie Thomasie z Coldstream Guards. Żona zmarła w 1834 r. W sierpniu 1837 r. poślubił Georginę Goldsmith, córkę Lewisa Goldsmitha.
Również w 1819 r. Copley otrzymał stanowisko Radcy Generalnego. Piastując to stanowisko brał udział w procesie królowej Karoliny. W latach 1824–1826 był prokuratorem generalnym. Następnie stanął na czele Sądu Kanclerskiego z tytułem Master of the Rolls. W 1827 r. otrzymał tytuł 1. barona Lyndhurst i zasiadł w Izbie Lordów. Trzykrotnie był Lordem Kanclerzem - w latach 1827–1830, 1834–1835 i 1841–1846. W latach 1831–1834 był Lordem Głównym Baronem Skarbu.
Sprzeciwiał się postulatom liberalnych deputowanych dotyczących emancypacji katolików i reformy wyborczej. Sprzeciwiał się także projektom zniesienia ustaw zbożowych. Po upadku drugiego gabinetu Peela i rozłamie w łonie Partii Konserwatywnej, działalność polityczna Lyndhursta zmalała. Zabierał jednak głos w wielu bieżących sprawach, m.in. wojny z Rosją lub polityki wobec Francji i Napoleona III. Popierał równouprawnienie Żydów oraz przyznanie kobietom większych uprawnień podczas spraw rozwodowych.
Lord Lyndhurst zmarł w 1863 r. Nie pozostawił po sobie męskiego potomstwa. Wraz z jego śmiercią wygasł tytuł parowski.